# Posus mictiformis
Posus mictiformis är en insektsart som beskrevs av Bolívar, I. 1890. Posus mictiformis ingår i släktet Posus och familjen syrsor. Inga underarter finns listade i Catalogue of Life.